# Now 3 (série de Portugal)
Now 3 foi lançado a 4 de Dezembro de 2000. É a terceira edição da série de compilações Now That's What I Call Music!.

## Alinhamento de faixas
Disco 1
| N.º | Título                                                                  | Artista(s)                    | Duração |  |
| 1.  | "Rock DJ"                                                               | Robbie Williams               |         |  |
| 2.  | "Are You Still Having Fun?"                                             | Eagle-Eye Cherry              |         |  |
| 3.  | "Life Is A Rollercoaster"                                               | Ronan Keating                 |         |  |
| 4.  | "I'm Outta Love"                                                        | Anastacia                     |         |  |
| 5.  | "Breathless"                                                            | The Corrs                     |         |  |
| 6.  | "Bye Bye Bye"                                                           | NSYNC                         |         |  |
| 7.  | "Oops!... I Did It Again"                                               | Britney Spears                |         |  |
| 8.  | "Freestyler"                                                            | Bomfunk MC's                  |         |  |
| 9.  | "It Feels So Good (Edição de Rádio)"                                    | Sonique                       |         |  |
| 10. | "When The World Is Running Down (You Can't Go Wrong) (Edição de Rádio)" | Different Gear vs. The Police |         |  |
| 11. | "Be With You"                                                           | Enrique Iglesias              |         |  |
| 12. | "Say My Name"                                                           | Destiny's Child               |         |  |
| 13. | "I Will Love Again"                                                     | Lara Fabian                   |         |  |
| 14. | "Bang Bang Boom"                                                        | The Moffatts                  |         |  |
| 15. | "Freakin' It"                                                           | Will Smith                    |         |  |
| 16. | "If Only (Edição de Rádio)"                                             | Hanson                        |         |  |
| 17. | "All the Small Things"                                                  | Blink 182                     |         |  |
| 18. | "Here In My Heart"                                                      | Scorpions                     |         |  |

Disco 2
| N.º | Título                            | Artista(s)            | Duração |  |
| 1.  | "To Give"                         | Silence 4             |         |  |
| 2.  | "7 Days (Edição de Rádio)"        | Craig David           |         |  |
| 3.  | "Crash And Burn"                  | Savage Garden         |         |  |
| 4.  | "Spinning Around"                 | Kylie Minogue         |         |  |
| 5.  | "New Beginning (Edição de Rádio)" | Stephen Gately        |         |  |
| 6.  | "Let's Get Loud"                  | Jennifer Lopez        |         |  |
| 7.  | "Still"                           | Macy Gray             |         |  |
| 8.  | "Private Emotion"                 | Ricky Martin com Meja |         |  |
| 9.  | "Who The Hell Are You"            | Madison Avenue        |         |  |
| 10. | "Dancing In The Moonlight"        | Toploader             |         |  |
| 11. | "Tracy's Flaw"                    | Skunk Anansie         |         |  |
| 12. | "Try Again"                       | Aaliyah               |         |  |
| 13. | "I Wanna Love You Forever"        | Jessica Simpson       |         |  |
| 14. | "The One"                         | Backstreet Boys       |         |  |
| 15. | "Yellow"                          | Coldplay              |         |  |
| 16. | "Uncle John From Jamaica"         | Vengaboys             |         |  |
| 17. | "Victory"                         | Bond                  |         |  |
| 18. | "The Dolphin's Cry"               | Live                  |         |  |